# Kamermuziek II
De Finse componist Aulis Sallinen componeerde zijn Kamermuziek II in 1975. Het werk volgde snel na zijn Kamermuziek I. Het is geschreven voor Gunilla von Bahr aan wie hij het werk ook opdroeg. Ook nu ging hij ervan uit (althans bij de opnamen) dat het werk veelvuldig gespeeld zou worden. Dat is op zich vreemd, want als solo-instrument voor dit werk koos hij de altdwarsfluit, een instrument dat niet vaak bespeeld wordt. Zeker niet als solo-instrument bij een concertino.
De altdwarsfluit is een instrument dat moeilijk "aanspreekt" (haar toon laat horen) en bijna niet geschikt voor al te technische passages. De toon is uitermate wollig. Sallinen zei dan ook dat hij het werk gebruikte om nieuwe combinaties te proberen, zoals een trio met het solo-instrument met twee violen of twee celli.
De première werd gegeven door het Filharmonisch Orkest van Helsinki onder leiding van Ylermi Poijärvi (zelf violist) met von Bahr als soliste.

## Discografie
- Uitgave BIS Records: Stockholm Kamerorkest o.l.v. Okko Kamu met Gunilla von Bahr.